# Биольо
Биольо (итал. Bioglio) — коммуна в Италии, располагается в регионе Пьемонт, в провинции Биелла.
Население составляет 1092 человека (2008 г.), плотность населения составляет 64 чел./км². Занимает площадь 17 км². Почтовый индекс — 13841. Телефонный код — 015.
В Биольо родился и умер Антонио Бенедетто Карпано (1751-1821), изобретатель вермута.
В коммуне 15 августа особо празднуется Успение Пресвятой Богородицы.

## Администрация коммуны
- Официальный сайт:

## Галерея

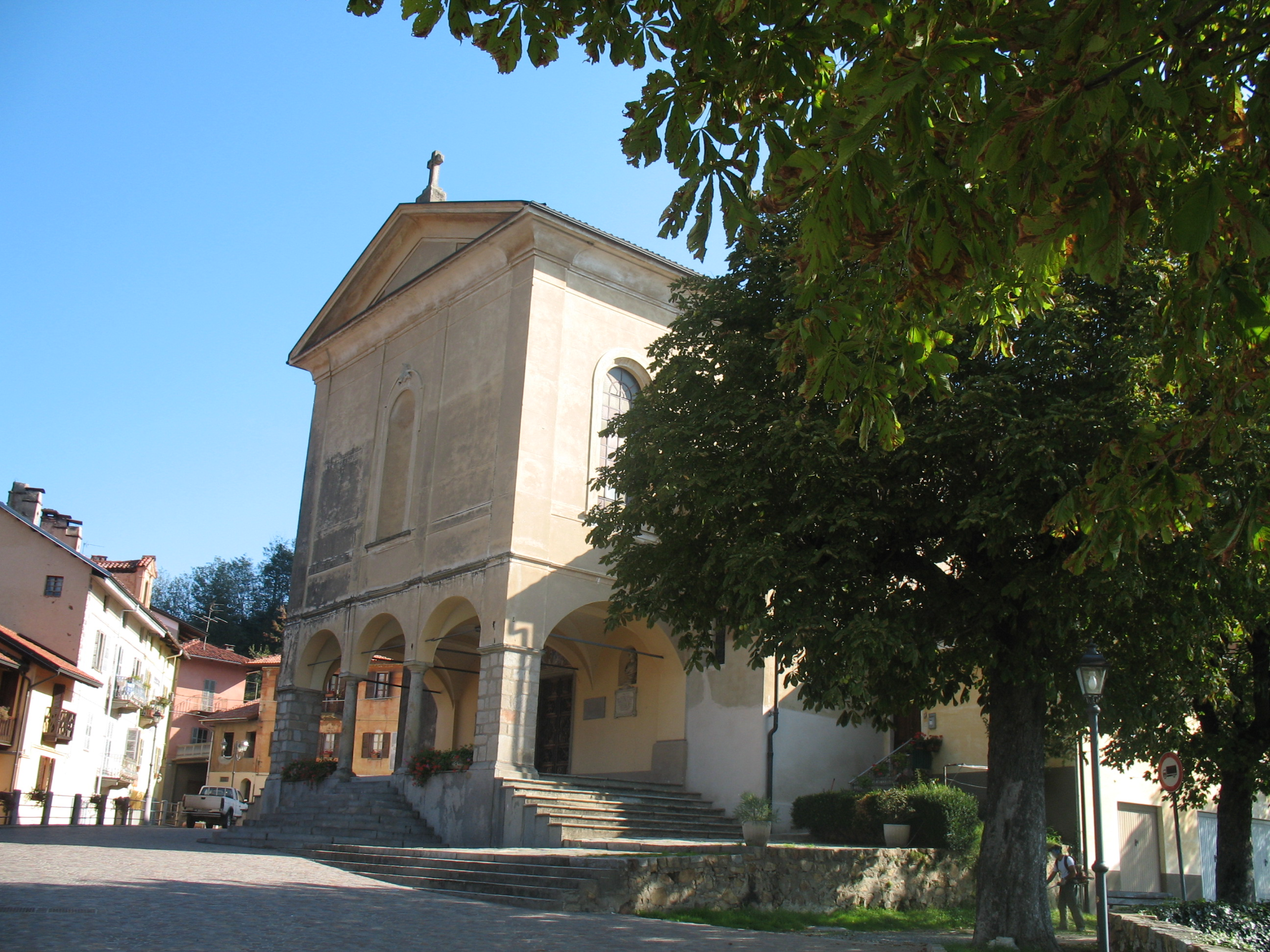
Свято-Успенский приходской храм
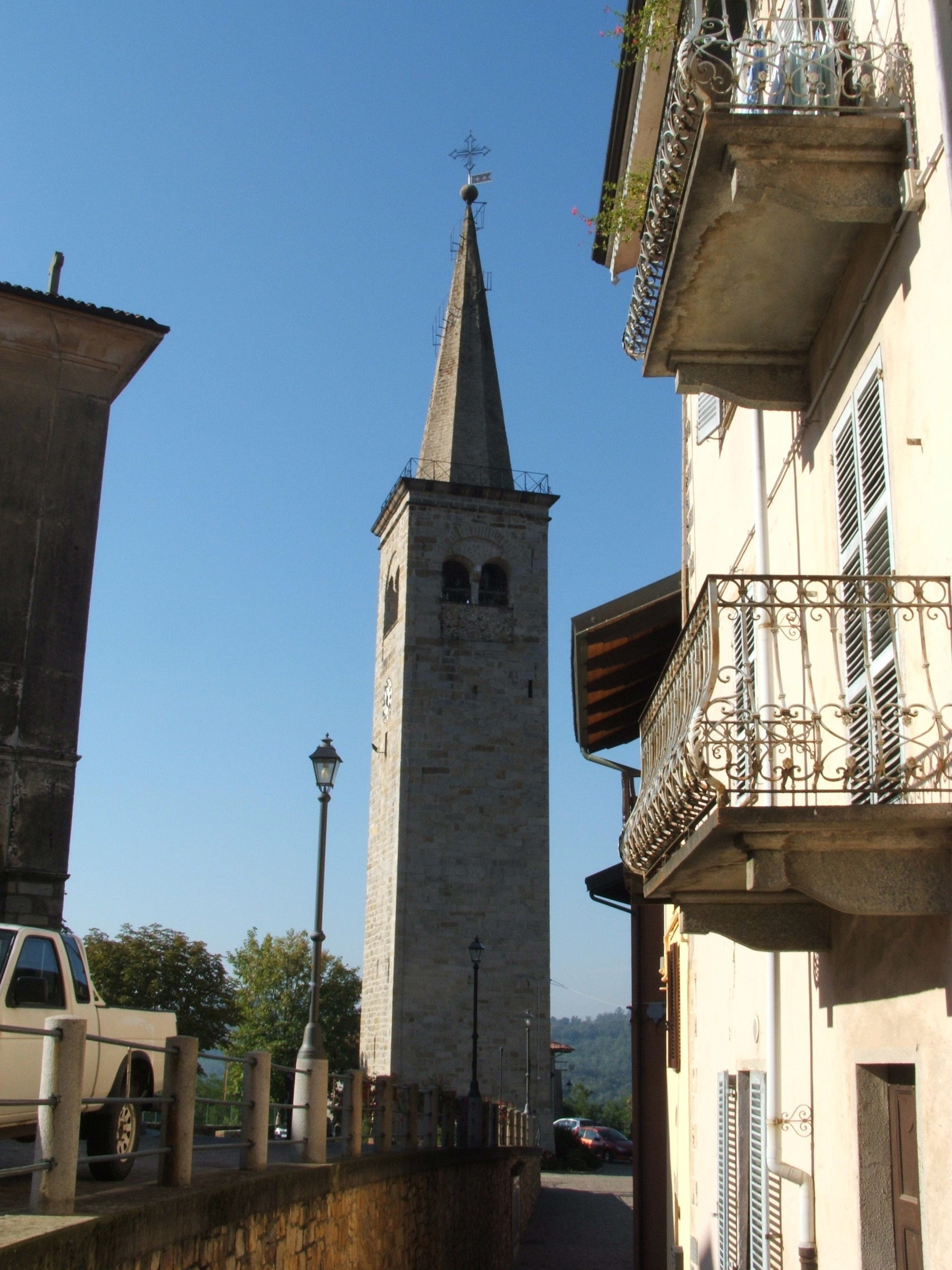
Колокольня